# Théophile Delcassé
Théophile Delcassé, né le 1er mars 1852 à Pamiers (Ariège) et mort le 21 février 1923 à Nice (Alpes-Maritimes) , est un homme politique français de la IIIe République. Il est l'un des artisans du rapprochement de la France et du Royaume-Uni qui aboutit à la signature de l'Entente cordiale.

## Biographie

### Jeunesse et début de carrière journalistique
Théophile Delcassé naît au sein d’une famille de la petite bourgeoisie rentière fixée à Pamiers. Son père Laurent Delcassé (1826-1889) est professeur de dessin. Il se remarie peu après le décès de son épouse, Marie Rivière, en 1857.
Au terme de ses études secondaires effectuées au collège de Pamiers, Théophile obtient son baccalauréat en 1870, avant de s’inscrire à la Faculté de Lettres de Toulouse. Licencié en 1874, il est ensuite nommé en tant que maître répétiteur dans plusieurs établissements du Sud-Ouest, à Tarbes et à Montauban notamment, avant de se rendre à Paris.
Dans la capitale française, Théophile Delcassé se lance dans le journalisme, collaborant tout d’abord à La République française, le journal que dirige Léon Gambetta, à l’époque un des principaux chefs de file de la gauche républicaine. À partir de 1877, alors que prend fin l’Ordre Moral et que bientôt le maréchal de Mac Mahon quitte la présidence de la République, il signe également quelques articles qui paraissent dans Le Temps, Le Matin ou Le Jour. Après ces années de formation parisienne, vient pour Delcassé le moment d’entrer en politique.

### Carrière politique

Photographie d'élections à Foix par Eugène Trutat, conservée au muséum de Toulouse. Le nom de Delcassé apparaît régulièrement sur les affiches.

#### Député radical de l'Ariège
Dans son Ariège natale, Théophile Delcassé est candidat dans l'arrondissement de Foix aux élections législatives d’octobre 1885. Il s’efface au second tour par souci d'union républicaine, contribuant ainsi au succès de la gauche. De conviction anticléricale, Delcassé est initié à la franc-maçonnerie au mois de janvier 1886, dans la loge de la fraternité latine de Foix,.
Vers 1886, il a pour maîtresse Rose Caron (1857-1930), cantatrice à l'opéra de Paris.
Le 26 octobre 1887, il se marie avec Geneviève dite Jenny Wallet (1850-1925), veuve du député Gaston Massip (1842-1885). Élu conseiller général du canton de Vicdessos en 1888, Delcassé fait son entrée à la Chambre des députés l’année suivante, après sa victoire aux élections législatives de 1889. Constamment réélu, il demeurera député de Foix pendant trente années, jusqu’en 1919.
Attiré par le radicalisme, le parlementaire ariégeois soutient néanmoins la politique colonialiste du président du Conseil Jules Ferry, à la différence par exemple de Georges Clemenceau et Gaston Doumergue. Delcassé est ainsi lié au parti colonial qu’anime le député d’Oran Eugène Étienne et qui recrute plutôt au centre.

#### Responsabilités ministérielles
Attiré par les affaires diplomatiques, le jeune parlementaire reçoit en 1893 la charge de Sous-secrétaire d'État aux Colonies. Il occupe ce poste du 18 janvier au 25 novembre, puis est nommé l’année suivante ministre des Colonies. Le 28 juin 1898, il devient ministre des Affaires étrangères (Gouvernement Henri Brisson (2)). Il sera reconduit dans ses fonctions dans six gouvernements successifs (Dupuy (4), Dupuy (5), Waldeck-Rousseau, Combes, Rouvier (2) (jusqu'au 17 juin 1905)).
Sept années durant, l’inamovible ministre conduit ainsi la politique diplomatique de la France. Au cours de cette période, servi par des ambassadeurs de talent (Camille Barrère à Rome ou Paul Cambon à Londres), Delcassé œuvre de manière décisive pour l’avenir de l’Europe.

##### Ministre des Affaires étrangères, artisan de l'Entente cordiale
À son arrivée à l’âge de 46 ans, le quai d'Orsay est en effervescence. Les diplomates français s’inquiètent des évènements qui se déroulent à Fachoda (aujourd’hui appelé Kodok) dans le Soudan Oriental. Le 10 juillet 1898 en effet, le commandant Marchand, à la tête de la Mission Congo-Nil, prend possession des lieux au nom de la France. Le 19 septembre, les choses se compliquent avec l’arrivée de lord Kitchener et de ses 3 200 hommes de troupe. Celui-ci ne compte pas laisser des "Européens quelconques" interdire à l'empire britannique de contrôler le cours du Nil, de son delta jusqu’à ses sources... Après quelques négociations, les Britanniques établissent un blocus autour de la place de Fachoda et la crise, de locale, devient très vite internationale. Les relations entre la France et le Royaume-Uni se tendent à un point qui fait craindre, l’espace d’un instant, qu’une guerre soit possible. Après l’ultimatum anglais cependant, Delcassé donne l’ordre à l’officier français de se retirer, le 4 novembre suivant. En France, cette reculade choque l'opinion, gagnée au nationalisme.
Pourtant l’habile négociateur transforme ce départ sans gloire en succès diplomatique. La crise de Fachoda permet en effet de réconcilier les deux puissances coloniales, puisqu’un accord est conclu dès le 21 mars 1899 qui fait disparaître les points de friction sur le continent africain. Celui-ci offre la totalité du bassin du Nil à l'Angleterre, qui renonce en échange à ses ambitions marocaines. Sont alors jetées les prémices d'une « entente cordiale » entre les deux nations. Celle-ci se concrétise le 8 avril 1904 sous le ministère que dirige Émile Combes. Depuis deux années, ce dernier accorde une totale confiance à Théophile Delcassé, qui bénéficie déjà de l’accord tacite du Parlement dans la réalisation de ses ambitions internationales. Réputé pour avoir le goût du mystère, le ministre des Affaires étrangères avait exposé son projet diplomatique à ses collaborateurs dès le mois de février 1899. Celui-ci a pour objectif de rompre l’isolement de la France et de bouleverser l’équilibre européen au détriment de l’Allemagne. Il lui faut pour cela casser le système d’alliances élaborées par le chancelier Bismarck dans les décennies précédentes, qui lie l'Empire allemand à l'Empire austro-hongrois, à l’Italie ainsi qu’à la Russie.
Le 9 août 1899, la Troisième République conclut ainsi une alliance diplomatique avec la Russie du tzar Nicolas II, qui vient compléter les accords militaires signés six années auparavant. À la suite de la conclusion d’un accord secret, le 24 décembre 1900, Théophile Delcassé parvient à détacher l'Italie de la Triplice, en accordant au gouvernement de Rome des avantages territoriaux en Libye. En échange, les diplomates français obtiennent le 16 décembre 1900 la reconnaissance par l’Italie des droits français sur le Maroc. Ceux-ci ne seront d’ailleurs pas remis en question, malgré l'incident de Tanger. Le 31 mars 1905, l’empereur Guillaume II, débarque à Tanger et proclame son intention de défendre l'indépendance du Maroc face aux manœuvres de la France qui veut en faire un protectorat. Le Président du Conseil Maurice Rouvier est informé que le Chancellier von Bülow exige la démission immédiate du ministre des Affaires étrangères. Protestant qu'il « ne peut pas faire tomber M. Delcassé sur un froncement de sourcil de l'Allemagne » c'est pourtant ce qu'il fait avec l'accord du Président Loubet, tous deux conscients que le risque de guerre avec l'Allemagne justifie cette humiliation, la France ne pouvant entrer en conflit armé avec l'Allemagne sans aucune chance de victoire. Abandonné de tous lors du Conseil des ministres du 6 juin, Delcassé n'a plus qu'à démissionner,. Malgré tout, la conférence internationale d'Algésiras organisée l’année suivante allait reconnaître la légitimité des droits de la France au Maroc.

##### Ministre de la Marine
Au mois de janvier 1911, le député de l’Ariège retrouve un portefeuille, celui du ministère de la Marine. Théophile Delcassé doit alors faire face à l’incident d’Agadir. Le 1er juillet, une canonnière allemande, la SMS Panther, est envoyée au large du Maroc, pour tenter de s'opposer au coup de force français. Le 4 novembre suivant, un accord de troc entre les deux puissances rivales — négocié par le ministre des Affaires étrangères Justin de Selves et le ministre des Colonies Albert Lebrun à la demande du président du Conseil Joseph Caillaux, qui veut à tout prix éviter la guerre — est signé : l’Allemagne accepte de se désintéresser de l’Afrique du Nord en échange de la concession d’une part importante du Congo, entre le Cameroun et les possessions belges.

##### Retour au quai d'Orsay
Du mois de février 1913 au mois de janvier 1914, Théophile Delcassé est ambassadeur à Saint-Pétersbourg. À partir du 26 août suivant, alors que l’Europe vient de s’embraser, le principal artisan de la Triple Entente retrouve le ministère des Affaires étrangères, dans le cabinet formé par René Viviani. Il s’emploie alors à détacher l'Italie de la cause allemande, celle-ci entrant en guerre aux côtés des Alliés le 23 mai 1915. Cependant, Théophile Delcassé ne peut empêcher la Bulgarie de se joindre aux puissances centrales. Dépité par cet échec et critiqué par l’opinion, Delcassé, surmené, démissionne le 13 octobre 1915.

#### Dernières années

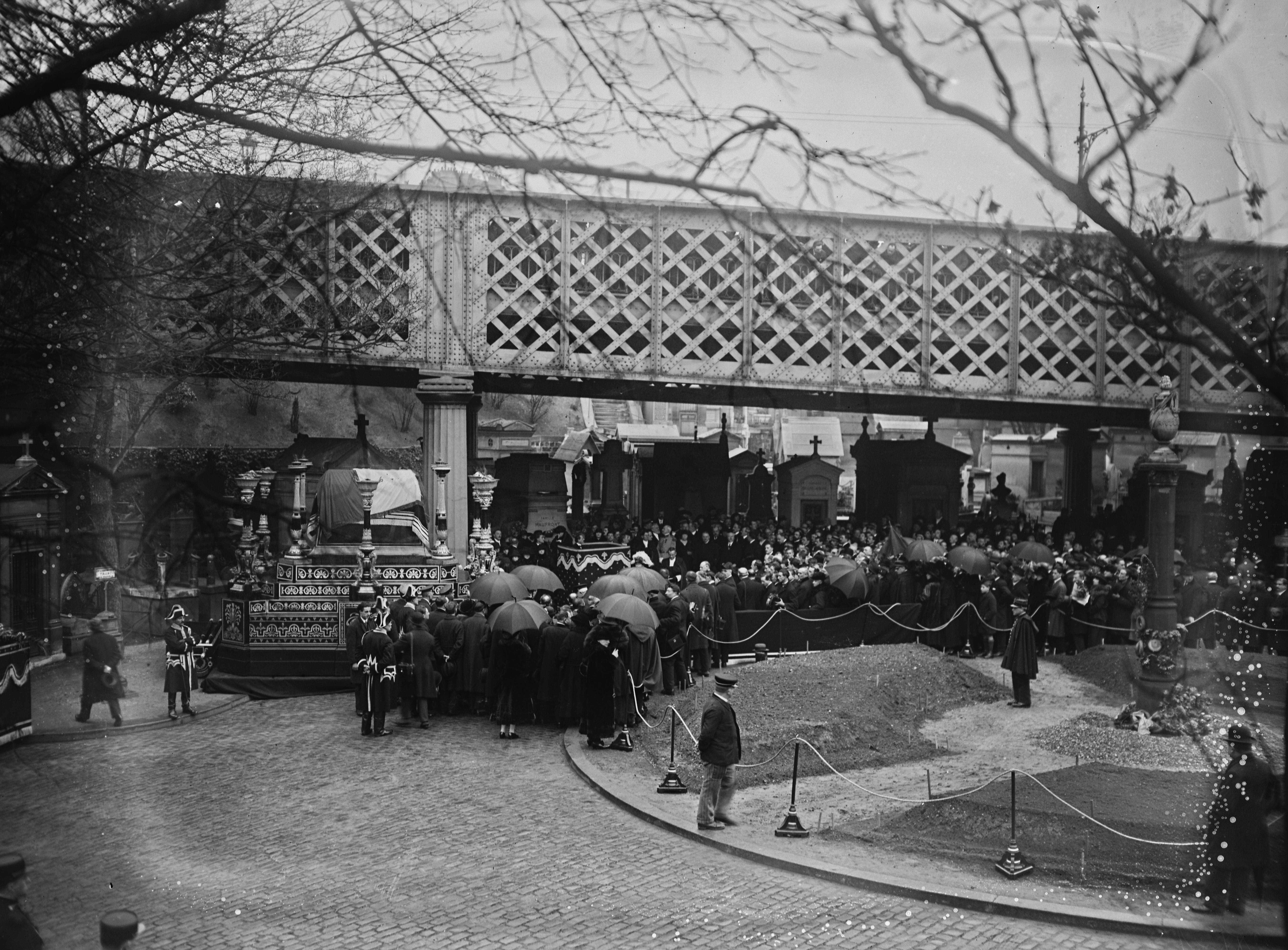
Obsèques au cimetière de Montmartre.

Réélu député en Ariège, Théophile Delcassé s’oppose avec violence le 20 juin 1916, à la Chambre, au projet d’une expédition militaire à Salonique. Il se retire peu après de la vie politique, ébranlé par la mort de son fils Jacques (1891-1918), des suites de sa captivité en Allemagne. En juin 1921, il marie à Ax-les-Thermes sa fille "Suzanne" Laurence Delcassé (1889-1965) avec le lieutenant-colonel Charles Noguès, futur Résident du Maroc.

### Mort
Théophile Delcassé meurt à Nice le 22 février 1923. Théophile Delcassé est inhumé le 28 février 1923 au cimetière parisien de Montmartre 18e division. Sur sa tombe, est gravée cette épitaphe : « Ces quelques mots où se résume toute ma vie : pour la France, tout, toujours ».

## Hommages
- Le 3 octobre 1934 une cérémonie du souvenir est organisée à l’initiative du “ Comité des Amis de Delcassé ” et une plaque commémorative apposée sur l’immeuble que le député de l’Ariège occupa à Paris, au 11 boulevard de Clichy ;
- Dans l’Ariège, le 20 septembre 1936, un monument est érigé à sa mémoire au lieu-dit la Ramade, dans le canton de Vicdessos.
- Une avenue du 8e arrondissement de Paris porte son nom.
- Une rue dans plusieurs communes du département de l'Ariège (et dans d'autres départements) porte son nom: à Foix, à Pamiers, à Mirepoix, à Ax-les-Thermes et à Bonnac, par exemple.